# フリードリヒ2世 (プロイセン王)
フリードリヒ2世（独: Friedrich II、1712年1月24日 - 1786年8月17日）は、第3代プロイセン国王。
優れた軍事的才能と合理的な国家経営でプロイセンの強大化に努め、啓蒙専制君主の典型とされる。また、フルート演奏をはじめとする芸術的才能の持ち主でもあり、ロココ的な宮廷人らしい万能ぶりを発揮した。フランス文化を知り尽くすなど学問と芸術に明るく、哲学者のヴォルテールと親密に交際し、全30巻にも及ぶ膨大な著作を著し哲人王とも呼ばれ、功績を称えてフリードリヒ大王（独: Friedrich der Große）と尊称されている。愛称に老フリッツ（独: der Alte Fritz）がある。哲学者イマヌエル・カントはフリードリヒの統治を「フリードリヒの世紀」と讃えた。

## 生涯

### 少年時

#### 父との確執
フリードリヒ2世は1712年1月24日、フリードリヒ・ヴィルヘルム1世と王妃ゾフィー・ドロテアの子として生まれた。父フリードリヒ・ヴィルヘルム1世は兵隊王とあだ名される無骨者で芸術を解さなかったが、母ゾフィー・ドロテアは後のイギリス国王兼ハノーファー選帝侯ジョージ1世の娘で洗練された宮廷人だった。そのため教育方針も正反対の2人は対立し、それは王子フリードリヒにも大きな影響を与えた。父王はフリードリヒの教育係に「オペラや喜劇などのくだらぬ愉しみには絶対に近づかせぬこと」と言い渡し一切の芸術に親しむことを禁じた。
その軍人嗜好を表す逸話として、太鼓の逸話がある。太鼓で遊ぶフリードリヒの騒がしさに怒った姉ヴィルヘルミーネが「そんなうるさいものはやめて、お花で遊んだらどうなの」と言うとフリードリヒが「花なんかで遊ぶより、太鼓を習ったほうが役に立つもん」と言ったのを聞いた父王は、さっそく太鼓を持つ王子の肖像画を描かせたという。
しかし本来のフリードリヒは、むしろ母親似で生来芸術家気質であり、特に音楽を好み、クヴァンツにフルートの手ほどきを受けて習熟、演奏会を開くこともあった。父王はそのようなことを耳にすると怒り狂って、杖でフリードリヒを打ちすえたという。暴力、食事を与えない、蔵書を取り上げるなど、虐待に等しい境遇にフリードリヒはひたすら耐えて成長していった。

#### 逃亡事件と結婚

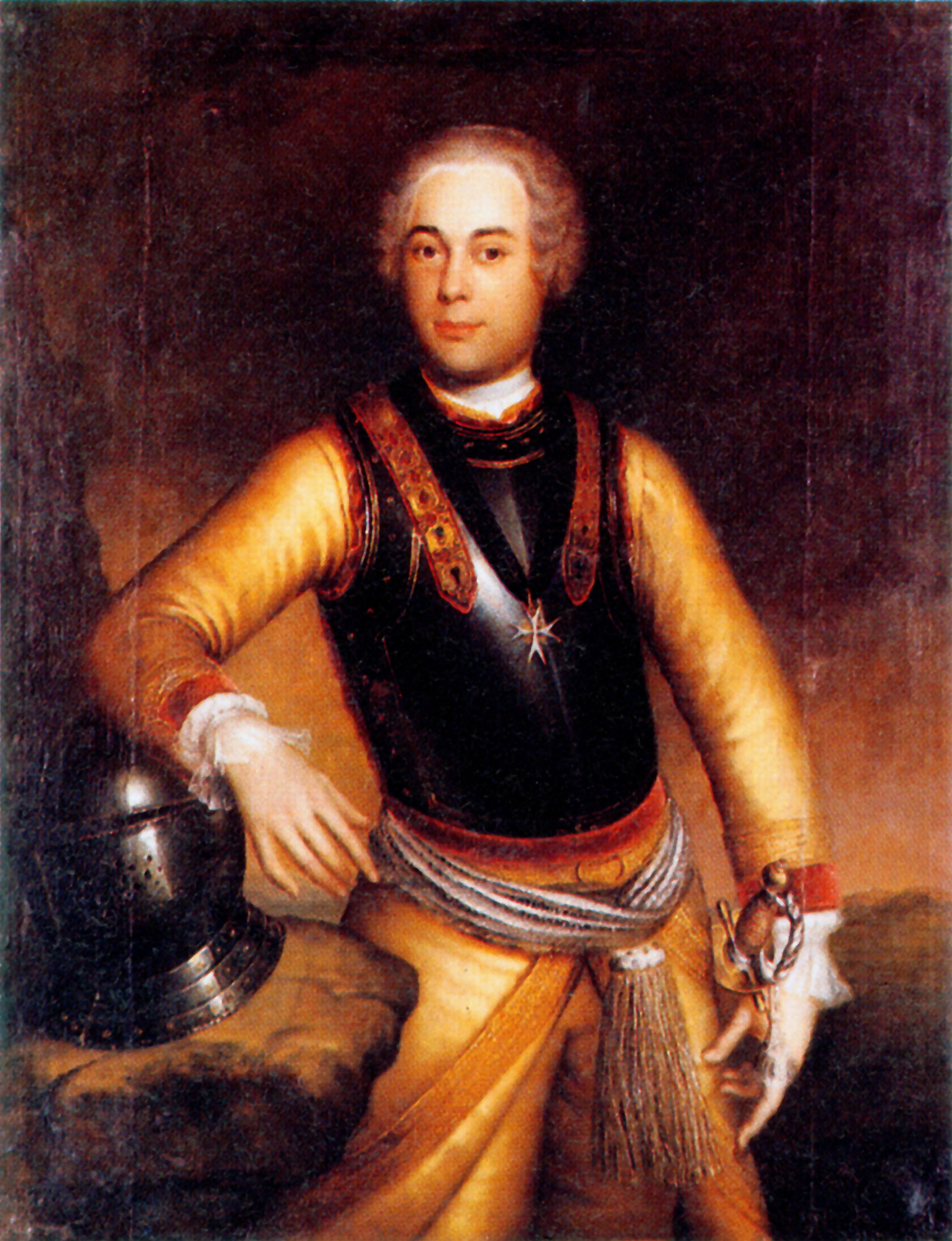
親友：カッテ

フリードリヒは従姉のイギリス王女アミーリアとの縁談を機会に、ついに逃亡を図ることになる。近衛騎兵のハンス・ヘルマン・フォン・カッテとカイトの2人の少尉に手引きを頼み、1730年8月5日早朝に、南ドイツにある旅行先の宿舎を抜け出したが、計画はすでに漏れており、王太子フリードリヒはロッホ大佐によってその日のうちに連れ戻された。
この逃亡計画が父王に知られ、フリードリヒはキュストリン要塞に幽閉された。このころ父王は国際的陰謀の渦中にあり、暗殺の恐怖に苛まれていたため、この逃亡計画も自分を陥れる罠だと考えてフリードリヒを処刑しようとまでしたという。手引きをしたカイト少尉はイギリスに逃亡したが、カッテ少尉は捕らえられて、見せしめのためフリードリヒの目の前で処刑された。フリードリヒが「カッテ、私を許してくれ!」と窓から叫ぶとカッテは「私は殿下のために喜んで死にます」と従容として斬首の刑を受けたという。フリードリヒは窓からその光景を見るよう強制されたが、正視できぬまま失神した。カッテの遺書には「私は国王陛下をお怨み申し上げません。殿下は今までどおり父上と母上を敬い、一刻も早く和解なさいますように」と書かれていた。
ハプスブルク家の神聖ローマ皇帝カール6世が調停に乗り出して、フリードリヒ・ヴィルヘルム1世父子の確執の修復をして、フリードリヒは廃嫡を免れた。フリードリヒは数週間後、父王にむけて手紙を書き、恭順の意を表したため、フリードリヒ・ヴィルヘルム1世はフリードリヒを釈放して、近くの王領地の管理に当たらせることにした。

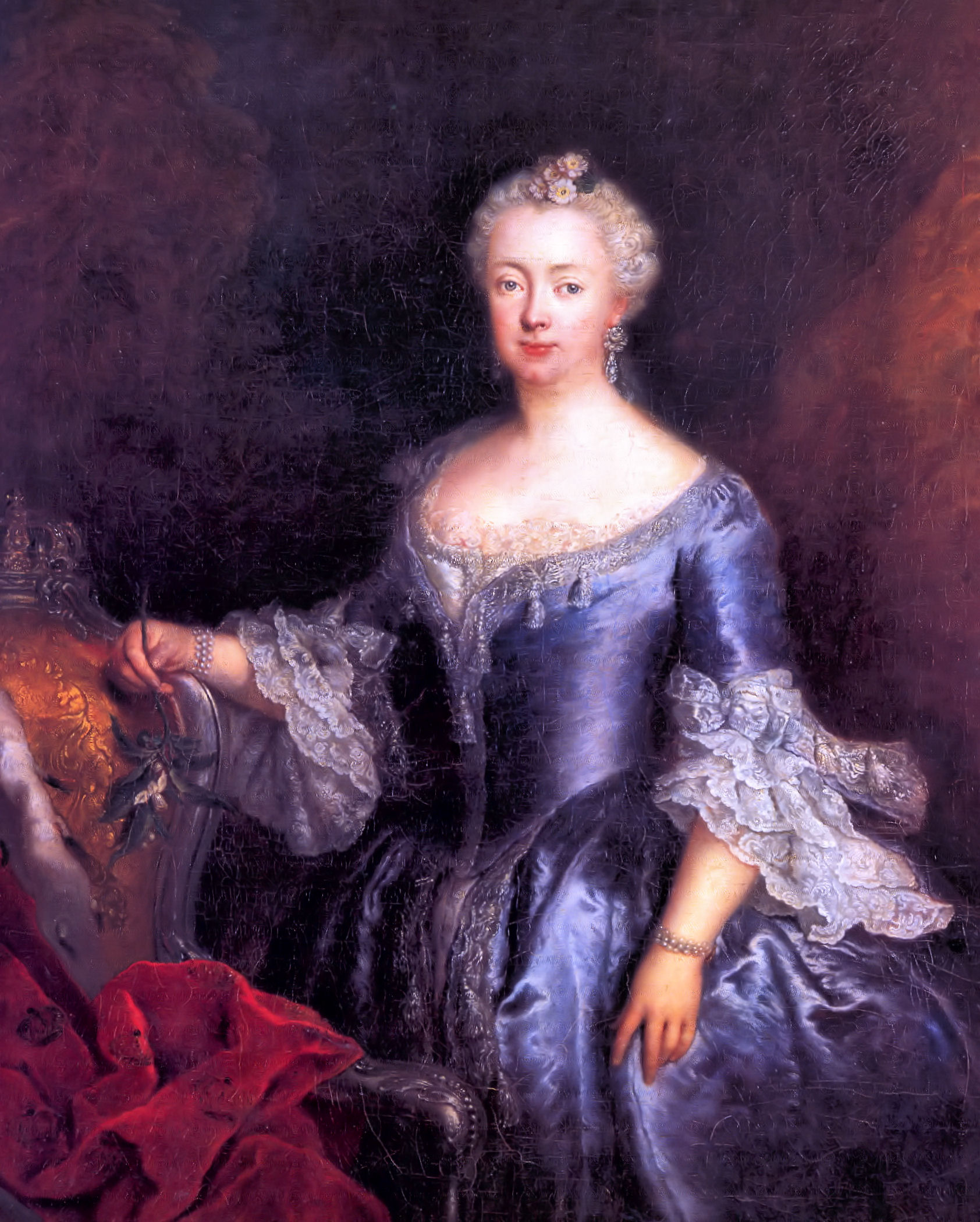
妃：エリーザベト・クリスティーネ
(画)アントワーヌ・ペーヌ

1733年6月12日には父の命令に従って、オーストリアの元帥であったブラウンシュヴァイク＝ヴォルフェンビュッテル公フェルディナント・アルブレヒト2世の娘エリーザベト・クリスティーネと結婚する。ハプスブルク家のマリア・テレジアとの婚約の検討もあったが、フリードリヒがカトリックに改宗する見込みがないために、取り止めになった。
当時17歳のエリーザベト・クリスティーネは容姿の美しい、また善良で信仰心の篤い少女であった。彼女は夫に好かれようとして、様々な教養を身につけるべく努力したが、フリードリヒの気を惹くことはなかった。夫婦としての生活もなく、後に七年戦争が終結した時、数年ぶりに会った彼女に対してフリードリヒが言ったのは「マダムは少しお太りになったようだ」の一言だけだったといわれる。そのため2人の間には子供がなく、フリードリヒ2世の後を継いだのは王弟アウグスト・ヴィルヘルムと妃の妹ルイーゼ・アマーリエの子、つまり王と王妃の双方にとって甥にあたるフリードリヒ・ヴィルヘルムだった。しかし、それでも彼女は夫を尊敬し続け、フリードリヒとの文通は続いていたという。
赴任先のルピーン近郊に造営したラインスベルク宮でフリードリヒは、気の進まない結婚の代償として得た自由を楽しんだ。父王の意に沿って軍務をこなすかたわら、趣味のあう友人たちを集めて余暇にはげむ優雅な時間を過ごし、また著作も試みている。多くの書簡集のほか、フリードリヒの最初の著書として『反マキャヴェリ論』が知られている。反マキャヴェリ論はマキャヴェッリの提示した権謀術数を肯定するルネサンス的な君主像に異を唱え、君主こそ道徳においても国民の模範たるべしと主張する啓蒙主義的な道徳主義の書であった。この本は後に、文通相手だったヴォルテールの手を経てオランダで匿名で出版され、数か国語に翻訳されている。しかし、即位後フリードリヒ2世がオーストリア継承戦争で見せた野心は、この本の主旨と正反対のものであり、ヴォルテールにも非難されることになる。

### 即位後

#### 啓蒙主義的改革

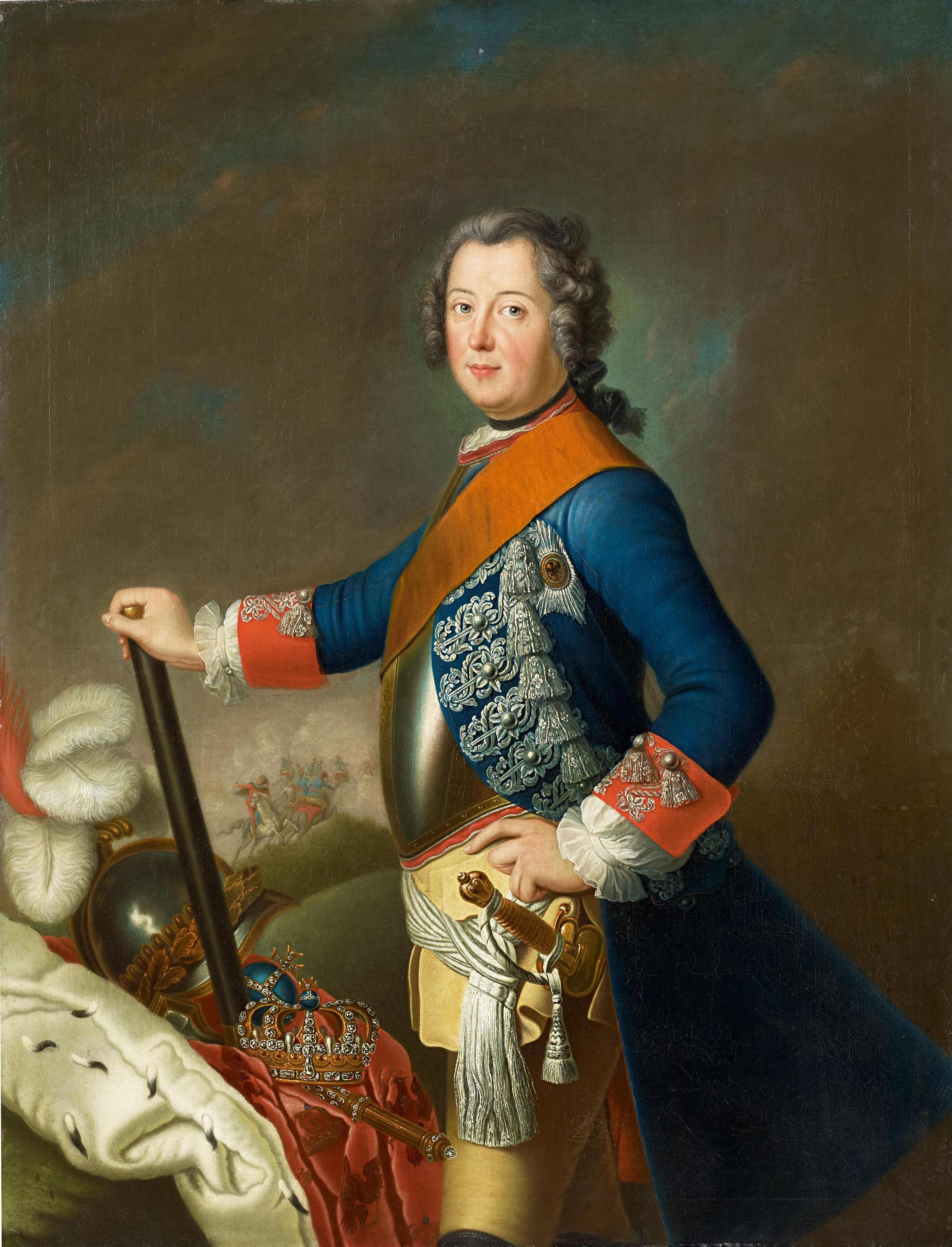
1740年代、甲冑をまとったフリードリヒ

1740年5月31日フリードリヒ・ヴィルヘルム1世は崩御し、フリードリヒはフリードリヒ2世として即位した。即位後ただちにフリードリヒ2世は啓蒙主義的な改革を活発に始め、拷問の廃止、貧民への種籾貸与、宗教寛容令、オペラ劇場の建設、検閲の廃止などが実行された。フランス語とドイツ語の2種類の新聞が発刊され、先王フリードリヒ・ヴィルヘルム1世のもとで廃止同然になっていたアカデミーも復興し、オイラーをはじめ著名な学者たちをベルリンに集めたため、ベルリンには自由な空気が満ち「北方のアテネ」と称されるようになった。
自由を実現する一方、フリードリヒ2世は父から受け継いだ8万の常備軍を、周囲の予想に反してさらに増員し、戦争に備えていた。ただし、父の作った巨人連隊は廃止された。

#### オーストリア継承戦争 (1740年-1748年)

##### 第一次シュレージエン戦争 (1740年-1742年)
1740年10月20日、神聖ローマ皇帝カール6世が急逝した。国事詔書によってハプスブルク家領は娘のマリア・テレジアが相続した。フリードリヒ2世はこれを承認する見返りにボヘミア王冠領（ハプスブルク帝国の構成国）のシュレージエン（現在のポーランド南西部からチェコ北東部）の割譲を求めたが、マリア・テレジアは拒否した。フリードリヒ2世は1740年12月16日、宣戦布告することなしにシュレージエンに侵攻した（第一次シュレージエン戦争の開始）。先帝カール6世の遺した国事詔書を反故にしての進軍だった。シュレージエン急襲は成功し、プロイセン軍はわずか戦死22人の損害で占領に成功した。これ以降、かつての婚約者候補だったハプスブルク家新当主マリア・テレジアとフリードリヒ2世は生涯の宿敵となった。翌1741年4月10日モルヴィッツの戦いでプロイセンは圧勝を収め、プロイセンの台頭を各国に印象付けることに成功する。5月にバイエルン・フランス・スペインがニンフェンブルク条約でオーストリアを包囲する同盟をむすんだ。フランスはプロイセンとザクセンとも同盟した。ザクセン選帝侯兼ポーランド王アウグスト3世はボヘミアの継承を主張して侵攻したが撤退し、オーストリアと同盟した。一方、バイエルン選帝侯カール・アルブレヒトはフランスとむすび上オーストリアとボヘミアへ侵攻し、1741年12月ボヘミア王として戴冠し、翌1742年には弟のケルン大司教クレメンス・アウグスト・フォン・バイエルンによって神聖ローマ皇帝カール7世として戴冠された。しかしハンガリーと組んだマリア・テレジアの反撃によってバイエルンを奪われた。
フリードリヒ2世は1742年5月17日コトゥジッツの戦いでハプスブルク帝国に勝利し、1742年7月のベルリン条約でシュレージエンの割譲を認めさせた。
フリードリヒは、士官の膝枕で仮眠をとったり、負傷した兵卒の傷の手当てに自らのハンカチを差し出すなど、階級の上下を問わず将兵との交流を好み、絶大な人気を得ていた。

##### 第二次シュレージエン戦争 (1744年-1745年)
1744年、イギリスと組んだマリア・テレジアの反撃に対して、フリードリヒ2世はカール7世のバイエルンと組んでベーメン（ボヘミア）に侵攻したが、敗れた（第二次シュレージエン戦争）。しかし1745年6月4日のホーエンフリートベルクの戦いでプロイセンは大勝利を収め、さらに1745年12月15日のケッセルスドルフの戦いでもザクセン軍に勝利した。12月25日のドレスデンの和議でプロイセンは、マリア・テレジアの夫フランツ1世の神聖ローマ皇帝即位を承認する代わりにプロイセンによるシュレージエン領有権を承認させ、ザクセンからの賠償金100万ターラーも得た。

#### 戦間期

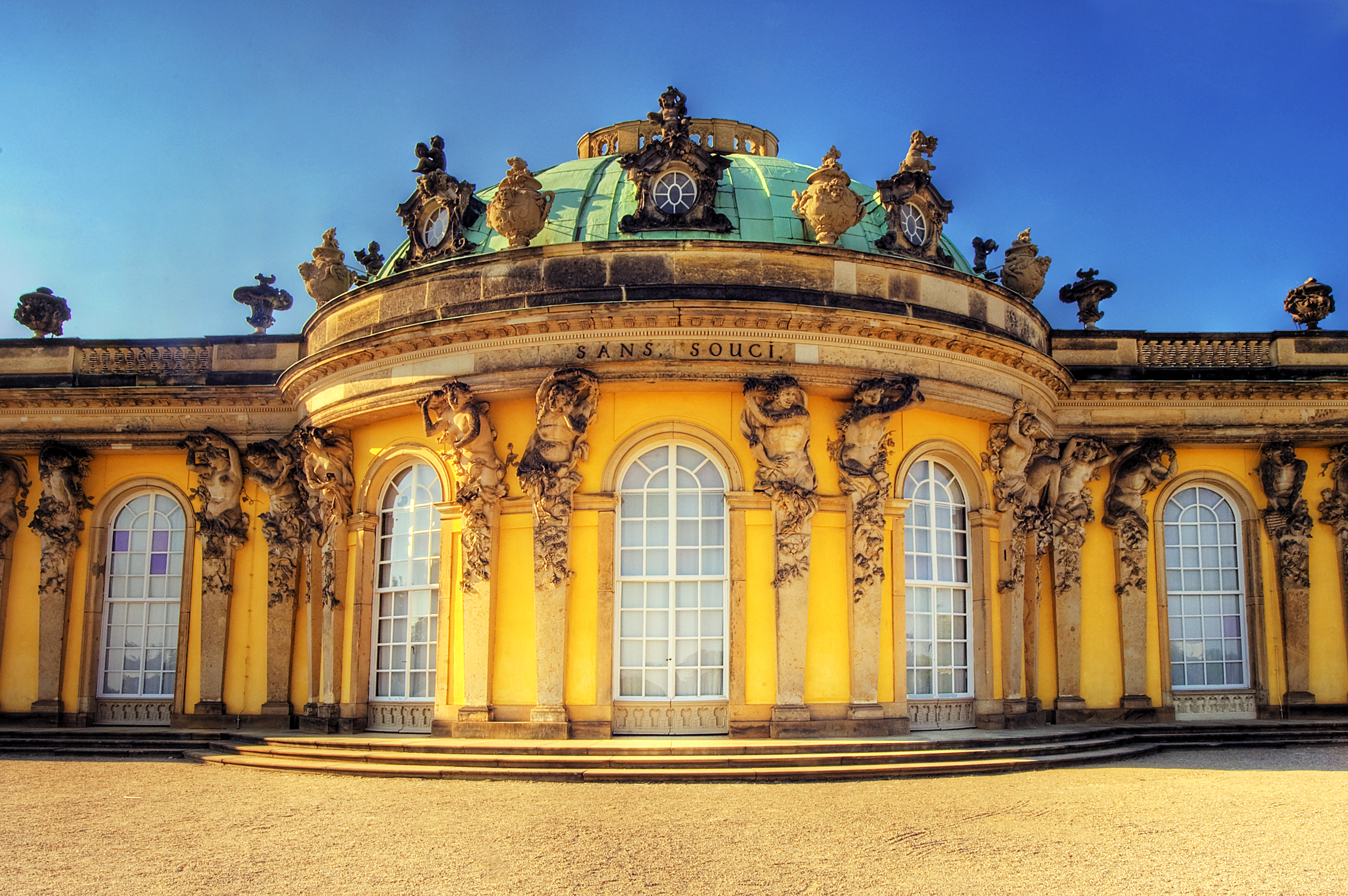
サンスーシ宮殿

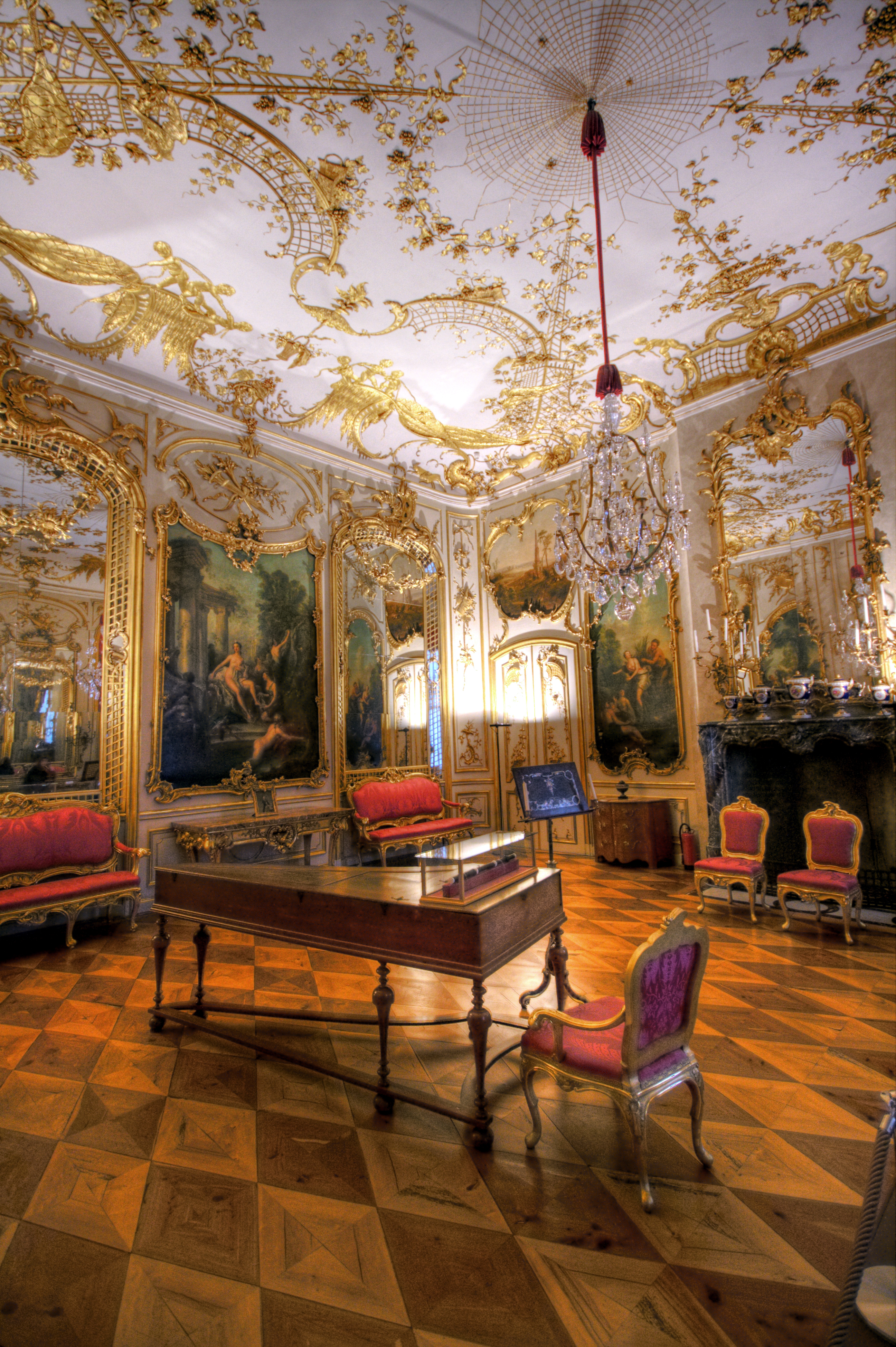
サンスーシ宮殿音楽演奏室。

戦後の日々、フリードリヒ2世はプロイセンの復興に全力を尽くした。細かい点まで自分で確かめなくては気の済まない王のチェックに官僚たちは恐々としたが、産業の振興、フランスからやって来たユグノー（カルヴァン派）の移民などの受け入れなどによってプロイセンは再び力を付けていった。しかし、激務のためフリードリヒ2世の体は蝕まれ、リウマチ、歯、胃痛、痔、発熱、痛風などで絶えず痛みと戦わなければならなかった。そんな王の心を慰めたのが、1745年から1747年にかけて完成したクノーベルス男爵の手によるサンスーシ宮殿だった。王自らも設計にたずさわったこの宮殿は、ロココの粋を尽くし、室内は「フリードリヒ式ロココ」（Friderizianisches Rokoko）様式による瀟洒なものだったが、部屋数わずか10あまりの平屋建ての小さな建築である。ここで王は政務のかたわら、ヴォルテールなどごく少数の気が置けない友人たちと音楽や社交を楽しみ、くつろいだ時間を過ごした。

#### 七年戦争 (1754年-1763年)
平和な日々は長くは続かず、1755年後半、オーストリアの「女帝」マリア・テレジアはロシア女帝エリザヴェータ・フランス王ルイ15世の愛妾ポンパドゥール夫人と組んでシュレージエンの奪回を企てていた。
1756年1月16日、フリードリヒ2世は母方の伯父のイギリス王兼ハノーファー選帝侯ジョージ2世とウェストミンスター協約を締結したが、5月1日に外交革命としてフランスとオーストリアがヴェルサイユ条約を締結、8月29日、フリードリヒ2世は先制防衛策をとることに決め、ザクセン選帝侯領に侵攻して七年戦争（第三次シュレージエン戦争）が始まる。
墺仏露の3国に加えてスウェーデン、ザクセンなどドイツの諸侯も加えると、敵国の人口は8,000万にもなり、人口400万のプロイセンにとって絶望的かと思われる戦いだった。フリードリヒ2世は、序盤のロスバッハやロイテンにおいて、巧みな戦術で自軍より倍以上の敵軍を破ったものの、孤立同然のプロイセンの兵力は消耗し続けた。1757年6月18日にコリンの戦いで大敗した後は守勢に転じた。コリンの戦いでは劣勢の自軍を鼓舞するため、第3連隊の旗を手に「犬どもが、ずっと生きていたいのか?」という言葉を放ったとされている。
1759年8月12日のクーネルスドルフの戦いではフリードリヒ2世自ら敵弾にさらされて上着を打ち抜かれ、乗馬は2頭まで撃ち倒されて敗走している。この時の大臣宛の手紙には「これを書いている間にも味方はどんどん逃げている。私はもうプロイセン軍の主人ではない。全ては失われた。祖国の没落を見ずに私は死んでいくだろう。永久に。アデュー」と書かれている。フリードリヒ2世はその後、残存兵力をまとめてどうにか態勢を立て直すが、苦しい戦いは続き、1760年10月にはとうとうオーストリア軽騎兵がベルリンに迫るまでになる。
イギリスの軍資金援助も打ち切られ、フリードリヒ2世は自殺を覚悟したが、1762年1月5日、ロシアのエリザヴェータ女帝が急死すると、甥で後継者のピョートル3世はフリードリヒ2世の崇拝者であったため、奇跡的にロシアとの講和が成立した。ただ、ピョートル3世はこの講和に加え、皇后である妻・エカチェリーナ（後のロシア大帝エカチェリーナ2世）を排したり、ロシア正教会を弾圧したため、激怒したエカチェリーナと彼女を支持する近衛部隊によって半年後にクーデターを起こされて失脚。その近衛部隊兵に暗殺されることになる。
さらに西ポンメルンで苦戦を強いられていたスウェーデンも、フリードリヒ2世の妹であるスウェーデン王妃ロヴィーサ・ウルリカの仲裁により、同年5月に講和する。疲れ果てていた列強はこれを機に兵を収め、孤立したオーストリアに勝利を収めたフリードリヒ2世は1763年2月10日、フベルトゥスブルクで和議を結び、プロイセンのシュレージエン領有は確定する。
フリードリヒ2世はこれ以降、大きな戦争を起こすことはなかったが、1772年の第1回ポーランド分割で西プロイセンを獲得して、飛び地状態だったブランデンブルクと東プロイセンを地続きとし、1778年から1779年まで続いたバイエルン継承戦争ではオーストリアと再び交戦してその強大化を阻止した。なお、西プロイセン獲得に伴い、王号をプロイセンにおける王（König in Preußen）からプロイセン国王（König von Preußen）に変えている。外交面では特にオーストリアの復興を強く警戒し、ザクセン選帝侯やバイロイトなどと君侯同盟を結成して対抗した。
さらに、フランスやロシアとの関係改善に努めて、再び七年戦争の孤立に陥らないよう細心の注意をもって臨み、アメリカ独立戦争に際してはロシアが提唱した武装中立同盟に参加し、イギリスの対米海上封鎖に対抗した。
フリードリヒ2世は女性を蔑視する発言をたびたび公の場でしており、フランスのポンパドゥール夫人やロシアのエリザヴェータ皇帝が七年戦争においてマリア・テレジアに味方したのは、彼女たちがフリードリヒを個人的に嫌っていたからだと言われている。

### 晩年

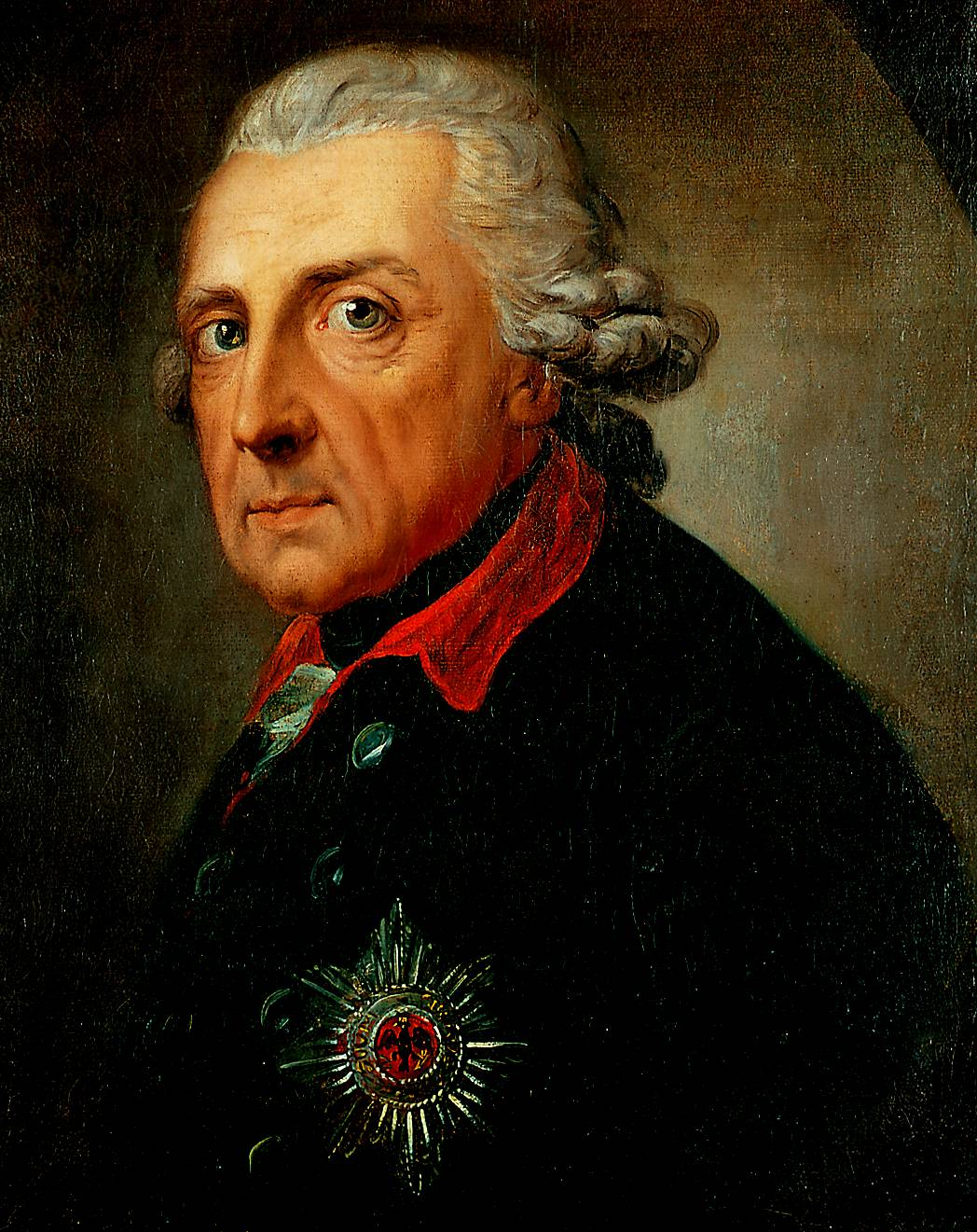
アントン・グラフ(Anton Graff)による1781年の肖像画。ヒトラーが官邸に掛けていた絵画でもある。

平和を手に入れた後のフリードリヒ2世は再びサンスーシに戻り、忙中に小閑を楽しむ穏やかな生活にかえった。王の余生は、忙しい政務の中で時間を作っては文通やフルート演奏・著述を楽しむ日々で、このころ『七年戦争史』（もとは『我が時代の歴史』とも）を著している。また1780年の『ドイツ文学論』でドイツ文学と統一ドイツ語について論じた。晩年にはベルリン市民から親しみを込めて「老フリッツ」との愛称で呼ばれていた。
しかし、晩年のフリードリヒ2世は次第に孤独で人間嫌いになり、人を遠ざけるようになっていった。姉のヴィルヘルミーネ王女やダルジャンス侯爵など親しい人々は既に世を去り、愛犬のポツダム・グレイハウンドたちだけが心の慰めだった。もともと優れない健康もさらに悪化し、心臓の発作や水腫、呼吸困難に悩まされ、一日の大部分を肘掛け椅子で過ごした。「もう牧草地に放り出してもらうより他あるまい」と自嘲しつつ、最後の願いとして愛犬たちのそばに埋めてほしいと頼んだという。
フリードリヒ2世は1786年8月17日、サンスーシ宮殿で老衰により崩御した。遺体は遺言に相違して、ポツダム衛戍教会に葬られた。その後、第二次世界大戦中に遺体は各地を転々とさせられるなどの運命をたどったが、ドイツ再統一後の1991年、サンスーシ宮殿の庭先の芝生に墓が移され、現在は生前の希望通り犬たちと共に眠っている。

## 音楽

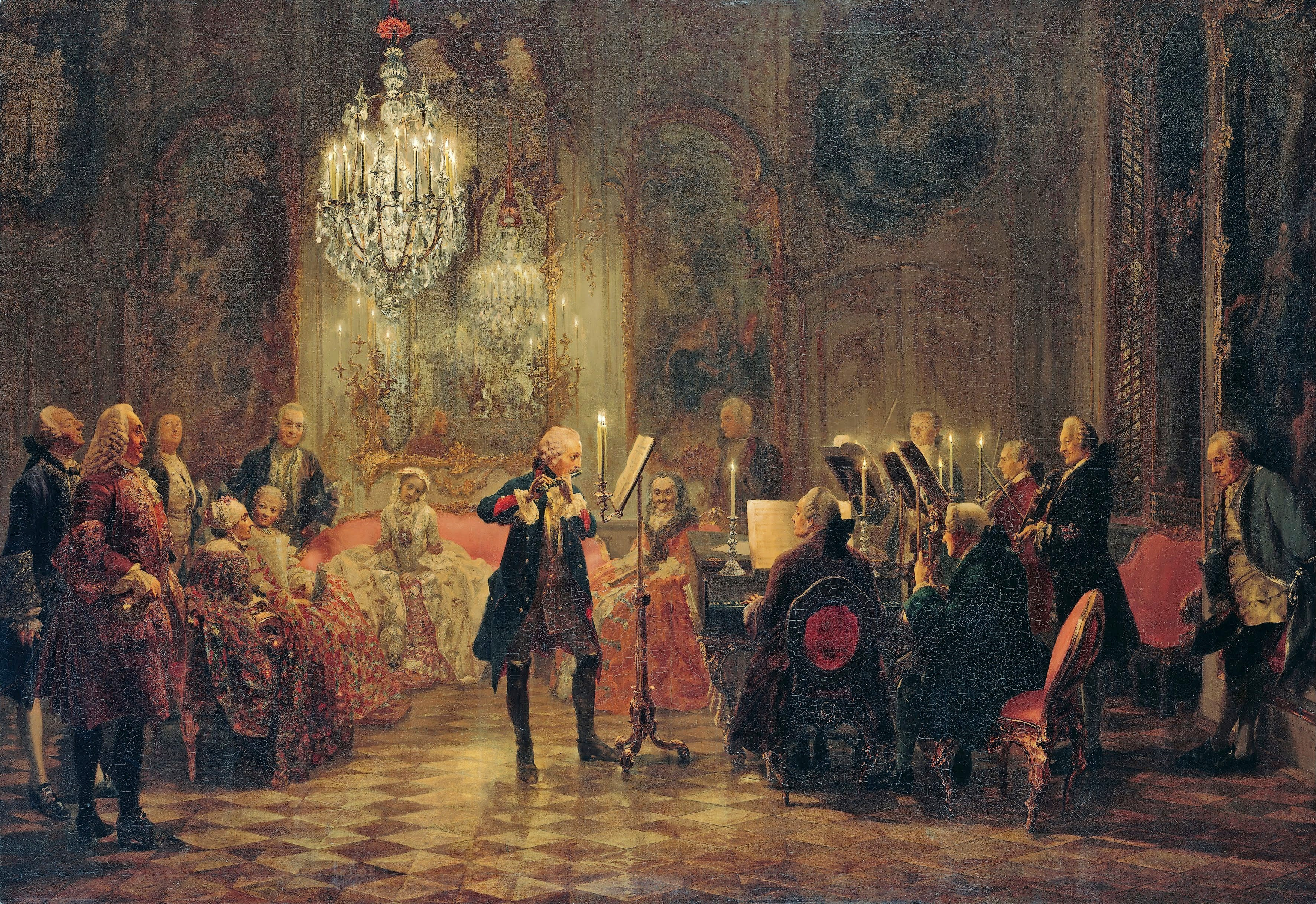
サンスーシ宮殿でフルートを演奏するフリードリヒ2世　アドルフ・フォン・メンツェル画

フリードリヒ2世の宮廷には当時の第一級の音楽家が集い、フルート奏者で作曲家のクヴァンツ、1732年から大王に仕えたヴァイオリンの名手で作曲家グラウン、同じくヴァイオリンの名手で作曲家フランツ・ベンダらがいた。また、大バッハの次男C・P・E・バッハが1740年から1767年までチェンバロ奏者として仕え、父の大バッハをフリードリヒ2世に紹介している。
ドイツ・フルートと呼ばれる横型フルートは表現力に富むため、フリードリヒ2世が好んだという。1735年（23歳）から1756年（44歳）にかけて、自分の楽しみのためのフルート曲を作曲している。彼の作曲数は多く、フルート・ソナタだけをとっても実に121曲に及ぶ。その作品として『フルートのための通奏低音付きソナタ』『フルート協奏曲』などがいまに伝わっており、比較的演奏機会のある曲に『フルート・ソナタ第111番ニ長調』がある。
1747年（35歳）、62歳の大バッハがポツダムを訪問した際、フリードリヒ2世がバッハの即興演奏のために与えたといわれるテーマを基に、バッハの『音楽の捧げもの』が誕生したと伝えられる。
七年戦争中にプロイセン陸軍が行軍中や戦闘中に演奏していた『ホーエンフリートベルク行進曲』はフリードリヒが作曲したと言われているが、それに歌詞が付けられたのは後年のことである。

## 食料政策

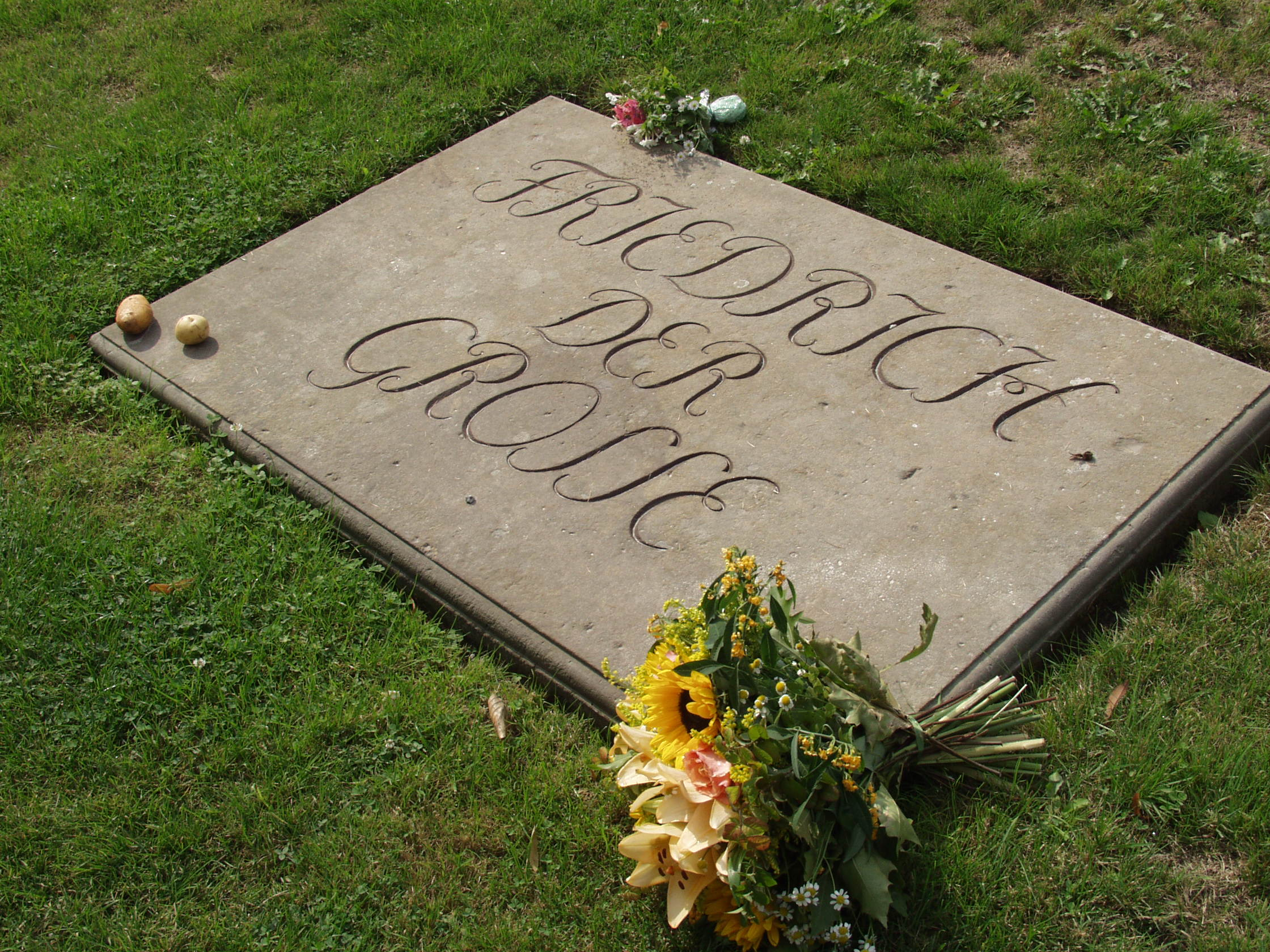
サンスーシ宮殿のフリードリヒ2世の墓。ジャガイモがそなえられている。

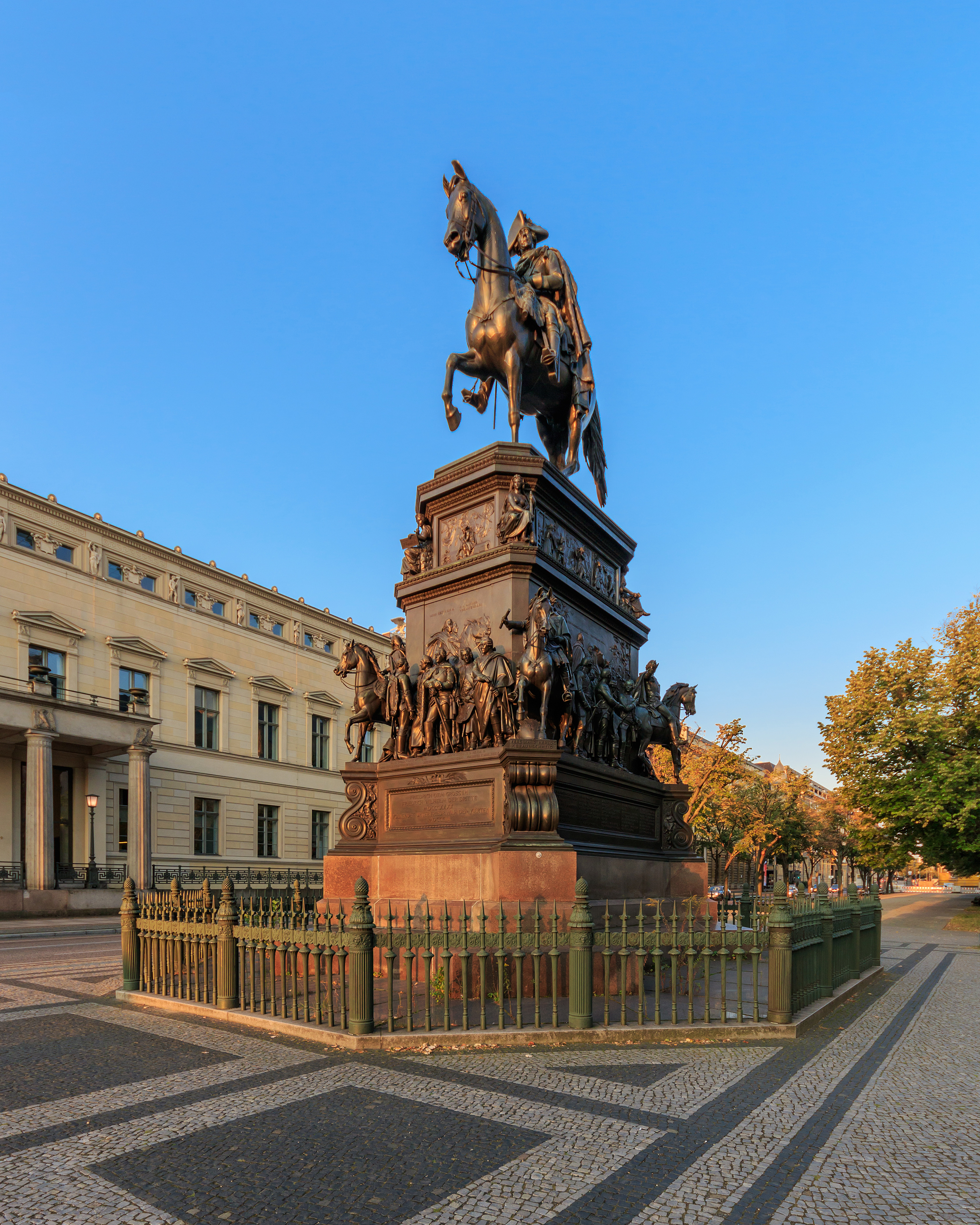
フリードリヒ大王騎馬像（ウンター・デン・リンデン）

- フリードリヒは、寒冷でやせた土地でも生育するジャガイモの栽培を奨励し、それまで休耕地となっていた土地にジャガイモや飼料作物（クローバーなど）の栽培を奨め、下僚にジャガイモ普及のための指示書や回状（いわゆる Kartoffelbefehl = ジャガイモ命令）を送り、自ら普及のために領内を巡回してはキャンペーンを行った。ジャガイモをその外見から民衆が嫌っていることを知るや、毎日ジャガイモを食べて率先垂範し、さらに民衆の興味を引き付けるためにジャガイモ畑をわざわざ軍隊に警備させたうえ、警備兵には畑のジャガイモが盗まれても気付かないふりをするよう命令した、といった逸話が伝えられている。ジャガイモ栽培は食糧事情の改善に大きな役割を果たしたと言われ、ドイツ料理によく使われる食材の一つにまでなった。
- 治世下に於いて嗜好飲料としてコーヒーが広まり、それによってコーヒーの輸入による貿易赤字の増大や国内のビール産業への打撃を生んだことから、1777年にコーヒー・ビール条例を出してコーヒーに高率の関税を課した。これを切っ掛けとして、それまでコーヒーに親しんでいた庶民が代わりに代用コーヒーを飲用することになった。ビール産業の奨励を図った王は、朝はコーヒーで目覚めるより、ビールで目覚めるほうがよい、と発言している。

## 美食家
粗食を旨とした父王と異なり、フリードリヒは美食を好んだ。昼食は8皿、うち4皿はフランス、2皿はイタリア、残りは王の好む、香辛料の利かせた、鰻やトウモロコシの粥やベーコン料理であった。また、新鮮な果実も好んだ。夕食は来客のあるとき以外は採らなかったが、その時は30皿もあった。このような食事に金をかけたために宮廷の食事予算は、現在の貨幣価値で年間1億円を優に超えるほどであった。
そんな美食家であるフリードリヒだったが、実はサクランボが大好物だった。ある時、食べ頃のサクランボを食べてしまうスズメに腹を立て、スズメ駆除の命令を下して徹底的な駆除を行わせた。ところが今度は天敵が消えたことで毛虫が大発生し、葉を食い荒らされたためにサクランボが実らなくなるという結果を招いてしまった。フリードリヒはこの結果に自らの非を悟り、以降は鳥類の保護に努めたという。

## フリーメイソン
1738年に父王とともにブラウンシュヴァイクを訪問した際に、ハンブルクのロッジのマスターだったオーベルク伯爵らの勧めでフリーメイソンリーとなった（恐らくイギリスとの関係を重視して）。しかし熱心なメイソンリーというわけではなく、王位に就いた後はフリーメイソンに冷淡になった。1744年にはグランドロッジ「3つの地球」の創設に携わり、その大保護者となっているが、彼自身がそこに足を踏み入れることは一度もなかった。フリーメイソンを弾圧するような政策こそとらなかったが、1747年頃にはメイソンリーの活動からほぼ退いていたとみられる。

## 系譜
| フリードリヒ2世 | 父: フリードリヒ・ヴィルヘルム1世 | 祖父: フリードリヒ1世          | 曽祖父: フリードリヒ・ヴィルヘルム (ブランデンブルク選帝侯)             |
| フリードリヒ2世 | 父: フリードリヒ・ヴィルヘルム1世 | 祖父: フリードリヒ1世          | 曽祖母: ルイーゼ・ヘンリエッテ                                          |
| フリードリヒ2世 | 父: フリードリヒ・ヴィルヘルム1世 | 祖母: ゾフィー・シャルロッテ   | 曽祖父: エルンスト・アウグスト (ハノーファー選帝侯)                     |
| フリードリヒ2世 | 父: フリードリヒ・ヴィルヘルム1世 | 祖母: ゾフィー・シャルロッテ   | 曽祖母: ゾフィー                                                        |
| フリードリヒ2世 | 母: ゾフィー・ドロテア            | 祖父: ジョージ1世 (イギリス王) | 曽祖父: エルンスト・アウグスト (ハノーファー選帝侯)                     |
| フリードリヒ2世 | 母: ゾフィー・ドロテア            | 祖父: ジョージ1世 (イギリス王) | 曽祖母: ゾフィー                                                        |
| フリードリヒ2世 | 母: ゾフィー・ドロテア            | 祖母: ゾフィー・ドロテア       | 曽祖父: ゲオルク・ヴィルヘルム (ブラウンシュヴァイク＝リューネブルク公) |
| フリードリヒ2世 | 母: ゾフィー・ドロテア            | 祖母: ゾフィー・ドロテア       | 曽祖母: エレオノール・ドルブリューズ                                    |

## 著作
当時のブランデンブルク＝プロイセンの宮廷ではドイツ語でなくフランス語が使われており、フリードリヒもフランス語で多く著作した。以下の著作リストはフランス語版全集による。
フリードリヒ大王全集
- - Bd. 1–7: Œuvres historiques（歴史論集）
    - Bd. 1: 
      - Mémoires pour servir a l'histoire de la maison de Brandebourg
      - Du militaire depuis son institution jusqu'à la fin du règne de Frédéric-Guillaume
      - De la superstition et de la religion; Des mœurs, des coutumes, de l'industrie, des progrès de l'esprit humain dans les arts et dans les sciences
      - Du gouvernement ancien et moderne du Brandebourg

    - Bd. 2-Bd. 3
      - Histoire de mon temps, Kap. I-XIV 
 『我が時代の歴史』国防研究会訳・石原莞爾監修、中央公論社戦争叢書、1942年=『石原莞爾全集』第6巻、全集刊行会、1976年所収）
      - Relation de la bataille de Chotusitz

    - Bd. 4-Bd. 5:  Histoire de la guerre de sept ans, Kap.I-XV
 『七年戦争史』日満財政経済研究会訳・石原莞爾監修、中央公論社 =『石原莞爾全集』第5巻、全集刊行会、1977年所収）
    - Bd. 6: 
      - Mémoires depuis la paix de Hubertsbourg 1763, jusqu'a la fin du partage de la Pologne, 1775
      - De ce qui s'est passé de plus important en europe depuis l'année 1774 jusqu'à l'année 1778
      - Mémoires de la guerre de 1778
      - Correspondance de l'Empereur et de l'Impératrice-Reine avec le Roi au sujet de la succession de la Bavière
      - Testament du Roi, facsimilé

    - Bd. 7: 
      - Éloges
      - Réflexions sur les talents militaires et sur le caractère de Charles XII, roi de Suède
      - De la Littérature allemande, des défauts qu'on peut lui reprocher, quelles en sont les causes, et par quels moyens on peut les corriger. （『ドイツ文学論』）
      - Avant-propos de l'extrait du dictionnaire historique et critique de Bayle
      - Avant-propos de l'abrégé de l'histoire ecclésiastique de Fleury

  - Bd. 8–9: Œuvres philosophiques（哲学論集）
    - Bd. 8: 
      - Considérations sur l'état présent du corps politique de l'europe
      - Mémoire de M. le marquis de Fénelon, ambassadeur du roi de France
      - Dissertation sur l'innocence des erreurs de l'esprit
      - Avant-propos sur la Henriade de M. de Voltaire
      - L'Antimachiavel, ou examen du prince de Machiavel
 『反マキャヴェリ論』。初訳は1919年に長瀬鳳輔が英語版より『君主経国策批判』で翻訳[11]。
『反マキアヴェッリ論』フランス語原著からの全訳で、大津真作監訳、京都大学学術出版会「近代社会思想コレクション」、2016年

    - Bd. 9: 
      - Miroir des princes, ou instruction du Roi pour le jeune duc Charles-Eugène de Würtemberg
      - Dissertation sur les raisons d'établir ou d'abroger les lois
      - Instruction au major Borcke
      - Discours sur les satiriques
      - Discours sur les libelles
      - Réflexions sur les réflexions des géomètres sur la poésie
      - Instruction pour la direction de l'académie des nobles à Berlin
      - Essai sur l'amour-propre envisagé comme principe de morale
      - Dialogue de morale à l'usage de la jeune noblesse
      - Lettre sur l'éducation
      - Examen de l'essai sur les préjugés
      - Examen critique du système de la nature
      - Discours de l'utilité des sciences et des arts dans un état
      - Exposé du gouvernement Prussien
      - Essai sur les formes de gouvernement et sur les devoirs des souverains
      - Lettres sur l'amour de la patrie, ou correspondance d'Anapistémon et de Philopatros

  - Bd. 10–15: Œuvres poétiques（詩集）
    - Bd. 10:
      - Odes.Stances, paraphrase de l'Ecclésiaste.Épîtres.L'art de la guerre, poëme

    - Bd. 11:
      - Épîtres familières・ Poésies diverses・Lettres en vers et prose.・ Le palladion, poëme grave

    - Bd. 12-15: verschiedene Dichtungen（異稿）

  - Bd. 16–27: Correspondance（書簡）
  - Bd. 28–30: Œuvres militaires（軍事論集）
    - Bd. 28: 
      - Les principes géneraux de la guerre
      - Avant-propos de l'Extrait tiré des Commentaires du chevalier Folard sur l'Histoire de Polybe
      - Pensées et règles générales pour la guerre
      - Instruction pour le prince Henri, chargé du commandement de l'armée en Saxe
      - Disposition préalable pour le maréchal Keith, en cas que les ennemis viennent attaquer le camp du Roi
      - Disposition pour les colonels d'artillerie Dieskau et Moller
      - Réflexions sur la tactique et sur quelques parties de la guerre, ou Réflexions sur quelques changements dans la façon de faire la guerre
      - Instruction pour les généraux-majors de cavalerie
      - Plans militaire

    - Bd. 29:
      - Éléments de castramétrie et de tactique
      - Règles de ce qu'on exige d'un bon commandeur de bataillon en temps de guerre
      - Réflexions sur les projets de campagne
      - Des marches d'armée, et de ce qu'il faut observer à cet égard
      - Projet de campagne
      - Instruction pour le prince héréditaire de Brunswic
      - Réflexions sur les mesures à prendre au cas d'une guerre nouvelle avec les Autrichiens, en supposant qu'ils suivent la même méthode d'une defensive rigide comme dans la derniere campagne de 1778
      - Plans militaire 

    - Bd. 30:
      - Instruction für den Oberst-Lieutenant vom Corps Cadets den von Oelsnitz
      - Instruction wornach sich des General-Feldmarschalls Fürsten von Anhalt Liebden bei dem Deroselben aufgetragenen Commando über dasjenige Corps d'armée, welches Seine Königliche Majestät besonders formiren lassen werden, zu achten haben
      - Instruction für die Regimenter Infanterie und Instruction für die Regimenter Cavallerie und Dragoner
      - Ordre und Dispositiones, wornach sich der General-Lieutenant von Kalckstein bei Eröffnung der Tranchéen vor Brieg achten und alles gehörig disponiren, auch einen jeden, so dazu commandiret wird, wohl instruiren soll, was er zu thun hat
      - Instruction für die Cavallerie für den Fall einer Bataille
      - Instruction für die Obersten und sämmtliche Officiere von den Regimentern Husaren
      - Disposition für die sämmtlichen Regimenter Infanterie, wie solche sich bei dem vorfallenden Marsche gegen den Feind und bei der darauf folgenden Bataille zu verhalten haben
      - Instruction für des General-Feldmarschalls Fürsten von Anhalt Liebden, wegen des Deroselben aufgetragenen Commandos in Ober-Schlesien
      - Reglement, was bei dem Campiren der Armee beobachtet werden soll
      - Reglement für die Cavallerie und Dragoner, was bei den Exercitien geändert wird
      - Instruction für die Infanterie
      - Ordres für die sämmtlichen Generale von der Infanterie und Cavallerie, wie auch Husaren, desgleichen für die Stabs-Officiere und Commandeurs der Bataillons
      - Disposition, wie sich die Officiere von der Cavallerie, und zwar die Generale sowohl als die Commandeurs der Escadrons, in einem Treffen gegen den Feind zu verhalten haben
      - Disposition, welchergestalt sich die Artillerie bei einer Haupt-Action mit dem Feinde zu verhalten hat
      - Disposition, wie es bei vorgehender Bataille bei Seiner Königlichen Majestät in Preussen Armee unveränderlich soll gehalten werden, wornach sich auch sowohl die Generalität, als andere commandirende Officiere stricte zu achten und solches zu observiren haben
      - Instruction für die General-Majors von der Infanterie
      - Instruction für die General-Majors von der Cavallerie
      - Instruction für den Obersten Lattorff, als Commandanten in Cosel
      - Instruction für des Prinzen Ferdinand von Braunschweig Liebden, als Gouverneur der Festung Magdeburg
      - Instructionen für den General-Feldmarschall von Lehwaldt, als General en chef von den sämmtlichen in Preussen stehenden Truppen, was derselbe, nach dem ihm gegebenen Plein-pouvoir, bei daselbst vorfallendem Kriege zu thun und zu beobachten hat
      - Instruction des Königs für seine Quartiermeister. Aphorismen des Königs über die Befestigungs-, Lager und Gefechtskunst
      - Ordre an den General-Lieutenant Grafen zu Dohna
      - Instruction, welche der König im Breslauer Winterquartier in seinem Zimmer den Feld-Ingenieurs dictirt hat
      - Instruction für die General-Majors von der Infanterie
      - Instruction für die Commandeurs der Cavallerie-Regimenter, wie sich solche wegen des kleinen Dienstes in den Garnisonen, der Mannszucht des gemeinen Mannes, der scharfen Disciplin, des Exercirens der Regimenter, guten Aufsicht und Zucht der Officiere und wegen der Oekonomie zu verhalten haben
      - Instruction für die Commandeurs der Infanterie-Regimenter, wie sich solche wegen des kleinen Dienstes in den Garnisonen, wegen der Mannszucht des gemeinen Mannes, der scharfen Disciplin, des Exercirens der Regimenter, guten Aufsicht und Zucht der Officiere und der Oekonomie zu verhalten haben
      - Instruction für die Artillerie
      - Instruction für die Commandeurs der Regimenter und Bataillons
      - Instruction für die Commandeurs der Cuirassier-, Dragoner und Husaren-Regimenter
      - Instruction für den General-Major von Buddenbrock, was bei Schweidnitz zu thun ist
      - Instruction für die Inspecteurs der Cavallerie, welche sie allen Commandeurs der Cavallerie communiciren sollen
      - Instruction für die Inspecteurs der Infanterie
      - Instruction für die Inspecteurs der Cavallerie
      - Disposition für den Gouverneur oder Commandanten der Festung Schweidnitz, im Fall sie sollte attaquirt werden
      - Instruction für meine Artillerie, wie sie bei Gelegenheit ihr Feuer einrichten soll
      - Instruction für die Freiregimenter oder leichten Infanterie-Regimenter
      - Instruction für die schlesische Infanterie-Inspection des General-Majors von Götzen

## 評価
- フリードリヒ大王が将軍へ出した軍事教令は英語訳Military Instruction from the late King of Prussia to his Generals.（プロイセン国王の将軍への軍事教令）として刊行され、以降、軍事指導の古典とされた[12]。
- プロイセン軍将校カール・フォン・クラウゼヴィッツは『戦争論』で1740年のシュレージエン急襲を評価している。
- 石原莞爾は『戦争史大観』において、「フリードリヒ大王は持久戦争の頂点に至る名将で有った」とし、彼が7年戦争に勝利した理由を「勝敗に惑わされる事無く最後まで戦争目的を見失わなかった事」としている。
- フリードリヒ2世はロイテンの戦いによって「アレクサンドロス3世やハンニバル、チンギス・カンに並ぶ名将としての地位を確立した」[13]。
- アドルフ・ヒトラーは強力な軍事力でプロイセンの領土を拡大させていったフリードリヒ2世を理想の人物と仰ぎ、官邸に大王の肖像画を掛けていた[14]。
- 渡部昇一は、「戦闘を好み、自ら突進する事もためらわず、彼の姿勢がプロイセンの戦争目的の達成を可能にした」とする一方で「バッハも感嘆する音楽的才能を持っていた」としている[15]。